# جاده کنار
جاده کنار، روستایی از توابع بخش طاهرگوراب شهرستان صومعه‌سرا در استان گیلان ایران است.

## جمعیت
این روستا در شهر طاهرگوراب قرار دارد و براساس سرشماری مرکز آمار ایران در سال ۱۳۸۵، جمعیت آن ۲۴۹ نفر (۶۸خانوار) بوده‌است.